# 1906 v loďstvech
Tento článek obsahuje významné události v oblasti loďstev v roce 1906.

## Lodě vstoupivší do služby
- Žarkij – torpédoborec třídy Bojkij
- Živučij – torpédoborec třídy Bojkij
- Žutkij – torpédoborec třídy Bojkij

- 19. února –  Rhode Island – predreadnought třídy Virginia

- 5. dubna –  SMS Roon – pancéřový křižník třídy Roon

- 7. května –  Virginia – predreadnought třídy Virginia

- 12. května –  New Jersey – predreadnought třídy Virginia

- 18. května –  SMS Lothringen – predreadnought třídy Braunschweig

- 2. června –  Louisiana – predreadnought třídy Connecticut

- 17. června –  SMS Erzherzog Karl – predreadnought třídy Erzherzog Karl

- 3. srpna –  SMS Deutschland – predreadnought třídy Deutschland

- září –  HMS Britannia – bitevní loď třídy King Edward VII

- 24. září –  Georgia – predreadnought třídy Virginia

- 29. září –  Connecticut – predreadnought třídy Connecticut

- listopad –  HMS Africa – bitevní loď třídy King Edward VII

- prosinec –  République a Patrie – predreadnoughty třídy République

- 2. prosince –  HMS Dreadnought – bitevní loď